# Lolo Holmquist
Lolo Holmquist, folkbokförd Lolo Märtha Linnéa Viola Holmqvist, ogift Henricson, ursprungligen Märtha Linnéa Viola, född 6 februari 1920 i Grava församling i Värmlands län, död 13 mars 2004 i Hägerstads församling i Östergötlands län, var en svensk målare, tecknare och skulptör.
Lolo Holmquist var fosterdotter till fabrikören Matz Henricson och Anna, ogift Sandahl. Hon studerade vid Académie des Beaux-Arts i Paris 1948–1950 och vid Konsthögskolan i Stockholm 1974–1978. Hon var konstnärlig rådgivare vid Östergötlands läns landsting 1970–1980.
Hon verkade som bildkonstnär inom måleri, skulptur, teckning och glas. Hon utförde offentliga utsmyckningar bland annat till Valla sjukhus, Rosendalsskolan, Ljungstedts skola och Folkets hus, alla i Linköping, samt Vrinnevisjukhuset i Norrköping. Hon finns representerad vid Statens konstråd, Norrköpings konstmuseum, Östergötlands museum samt olika landsting och kommuner.
Hon var 1944–1957 gift med konstnären Lars Holmqvist (1913–1974) och sambo från 1957 med konstnären Bengt Ericson (1920–1998).